# خوابگردها (فیلم)
خوابگردها (انگلیسی: The Sleepwalkers) یک فیلم درام آرژانتینی به کارگردانی پائولا ارناندس است که در سال ۲۰۱۹ منتشر شد. این فیلم نماینده آرژانتین برای حضور در رقابت برای جایزه اسکار بهترین فیلم بین‌المللی در نود و سومین دوره جوایز اسکار بود که به فهرست نهایی منتخبان راه نیافت. این فیلم برندهٔ جایزهٔ «کرکس سیمین بهترین فیلم» از نگاه انجمن منتقدان فیلم آرژانتین شد. از بازیگران این فیلم می‌توان اریکا ریواس، ماریلو مارینی، دانیل هندلر اشاره کرد.